# Saint-Germain-de-Montgommery
Pour les articles homonymes, voir Saint-Germain et Montgommery.
Ne doit pas être confondu avec Sainte-Foy-de-Montgommery.
Saint-Germain-de-Montgommery est une ancienne commune française, située dans le département du Calvados en région Normandie, devenue le 1er janvier 2016 une commune déléguée au sein de la commune nouvelle de Val-de-Vie.
Elle est peuplée de 163 habitants.

## Toponymie
voir Sainte-Foy-de-Montgommery.

## Histoire
Non loin de la maison forte des Tournelles, au lieu-dit « Mons Gomeric », motte circulaire de 80 m de diamètre avec rempart de terre et fossés, édifié par Robert, compagnon de Rollon, premier duc de Normandie sur la terre qu'il avait reçu entre Livarot et Argentan.
Roger II de Montgommery, petit-fils de Robert, prend la tête des barons normands qui refusaient de reconnaître le jeune Guillaume dit le Bâtard, comme duc de Normandie. Alain, comte de Bretagne et régent de Normandie, oncle et tuteur du jeune duc, vient lui porter secours et met le siège devant Montgomery où Roger II s'est réfugié. Roger II parvient à s'enfuir, pour aller se réfugier auprès du roi de France. Pour se venger, Alain met le feu au bourg et au château, en 1044. Pendant qu'il contemple l'incendie, quelqu'un frotte les rênes et la bride de son cheval avec du poison. Alain est transporté à Vimoutiers où il meurt dans des douleurs atroces. Roger II revient avec Henri Ier, roi de France, et construit un autre fort à Sainte-Foy.
Guillaume ne sera pas rancunier, et demandera à Roger II de l'accompagner pour conquérir l'Angleterre. Sa cavalerie fera merveille à Hastings, en 1066, et sera largement responsable de la victoire finale. Guillaume le récompense en lui donnant les comtés de Shrewsbury, de Shropshire, la ville de Chichester, etc. Roger II meurt en 1096. Parmi ses enfants, Arnold épouse la fille du roi d'Irlande, dont le maréchal de Montgomery, vicomte Montgomery of Alamein, commandant des forces alliés en 1944 est l'un des descendants directs. Une très ancienne tradition française exige d'écrire Montgomery avec un M et non avec deux.

## Politique et administration
| Période                                  | Période  | Identité          | Étiquette | Qualité                      |
| ---------------------------------------- | -------- | ----------------- | --------- | ---------------------------- |
| ?                                        | 1989     | Georges Courtonne |           |                              |
| 1989                                     | 2014     | André Gaubert     | SE        | Agriculteur                  |
| 2014                                     | En cours | Jean-Marie Morin  | SE        | Retraité des travaux publics |
| Les données manquantes sont à compléter. |          |                   |           |                              |

## Démographie
En 2021, la commune comptait 163 habitants. Depuis 2004, les enquêtes de recensement dans les communes de moins de 10 000 habitants ont lieu tous les cinq ans (en 2006, 2011, 2016, etc. pour Saint-Germain-de-Montgommery) et les chiffres de population municipale légale des autres années sont des estimations.
| 1793 | 1800 | 1806 | 1821 | 1831 | 1836 | 1841 | 1846 | 1851 |
| ---- | ---- | ---- | ---- | ---- | ---- | ---- | ---- | ---- |
| 492  | 450  | 458  | 284  | 432  | 405  | 398  | 365  | 347  |

| 1856 | 1861 | 1866 | 1872 | 1876 | 1881 | 1886 | 1891 | 1896 |
| ---- | ---- | ---- | ---- | ---- | ---- | ---- | ---- | ---- |
| 335  | 319  | 295  | 277  | 276  | 264  | 252  | 242  | 217  |

| 1901 | 1906 | 1911 | 1921 | 1926 | 1931 | 1936 | 1946 | 1954 |
| ---- | ---- | ---- | ---- | ---- | ---- | ---- | ---- | ---- |
| 210  | 227  | 210  | 182  | 200  | 181  | 193  | 176  | 169  |

| 1962 | 1968 | 1975 | 1982 | 1990 | 1999 | 2006 | 2011 | 2016 |
| ---- | ---- | ---- | ---- | ---- | ---- | ---- | ---- | ---- |
| 147  | 144  | 110  | 134  | 147  | 163  | 158  | 159  | 176  |

| 2019 | - | - | - | - | - | - | - | - |
| ---- | - | - | - | - | - | - | - | - |
| 165  | - | - | - | - | - | - | - | - |

## Lieux et monuments
- Motte féodale ou enceinte circulaire au bord de la RD 179 en direction de Vimoutiers (48° 56′ 29″ N, 0° 10′ 19″ E), non loin des Tournelles[7]. La motte a conservée ses remparts de terre entourée de fossés[8].
- Maison forte des Tournelles. Le site se présente sous la forme d'une enceinte quadrangulaire dont il subsiste deux tourelles d'angles du XVe siècle, percées de fentes de tir et d'un logis en colombages[9].
- Manoir de Champaux. Vestiges de l'enceinte[8].

## Personnalités liées à la commune
- Daniel Courtonne, fabricant d'un camembert, le Royal Montgommery, considéré comme « le meilleur du monde », qui fournissait le général de Gaulle, et qui était aussi le préféré de l'acteur Michel Simon[10].

## Héraldique
| Blason de Saint-Germain-de-Montgommery | Blason  | Écartelé : au 1er et au 4e d'azur aux trois fleurs de lys d'or, au 2e et au 3e de gueules aux trois bagues d'or chatonnées d'azur. |
| Blason de Saint-Germain-de-Montgommery | Détails | Le statut officiel du blason reste à déterminer.                                                                                   |